# Хмаровка (Харьковская область)
Хмаровка (укр. Хмарівка; изначально и до 1940-х Шмаровка) — село,
Лизогубовский сельский совет,
Харьковский район,
Харьковская область.
Код КОАТУУ — 6325181504. Население по переписи 2001 года составляет 315 (146/169 м/ж) человек.

## Географическое положение
Село Хмаровка находится на левом берегу реки Уды в месте впадения в неё реки Рудка,
выше по течению примыкает село Кирсаново,
ниже по течению примыкает село Терновая (Чугуевский район).
Выше по течению реки Рудка примыкает село Лизогубовка.
К селу примыкают лесные массивы (сосна).

## История
- конец 17-го либо 18 век — дата основания Шмаровки.
- 19 век — село называется Шмаровка.[1]
- В  1940 году, перед ВОВ, в Шмаровке было 123 двора.[2]
- Во время ВОВ, в 1941-43 годах, село называется Шмаровка.[2]
- 1938 год — дата присвоения хутору статуса села.